# Матвеевичи
Матвеевичи (бел. Мацвеевічы) — деревня в Берёзовском районе Брестской области Белоруссии, в составе Междулесского сельсовета. Население — 11 человек (2019).

## География
Деревня находится в 15 км к юго-востоку от города Берёза и в 10 км к юго-западу от Белоозёрска. С юга к деревне почти примыкает село Костюки. Местность принадлежит к бассейну Днепра, вокруг деревни существует сеть мелиоративных канав, из которых осуществляется сток в Ясельду, сама река течёт километром восточнее. Через деревню проходит местная автодорога (Берёза — Костюки — Большое Междулесье). Ближайшая ж/д станция в Берёзе на магистрали Минск — Брест.

## История
В середине XIX века Большие Матвеевичи входили в составе Пружанского уезда Гродненской губернии, в конце XIX века принадлежала помещице Марье Казакевич. Рядом существовала деревня Малые Матвеевичи, в XX веке окончательно слившаяся с Большими. С 1915 года оккупирована германскими войсками, с 1919 года до июля 1920 года — войсками Польши (в июле—августе временно установлена советская власть).
Согласно Рижскому мирному договору (1921), деревня вошла в состав межвоенной Польши. В 1924 году в гмине Матвеевичи Пружанского повета Полесского воеводства. С 1939 года в составе БССР. с 1940 года в Междулесском сельсовете.
В 1941—1944 годах оккупирована немецко-фашистскими захватчиками. В 1943 году построена деревянная Крестовоздвиженская церковь.
Решением облисполкома от 4 сентября 1972 года деревня Малые Матвеевичи, фактически слившаяся с посёлком Большие Матвеевичи, исключена из реестра.

## Население
| Численность населения (по годам) | Численность населения (по годам) | Численность населения (по годам) | Численность населения (по годам) | Численность населения (по годам) | Численность населения (по годам) | Численность населения (по годам) |
| 1924                             | 1940                             | 1970                             | 1999                             | 2005                             | 2009                             | 2019                             |
| -------------------------------- | -------------------------------- | -------------------------------- | -------------------------------- | -------------------------------- | -------------------------------- | -------------------------------- |
| 213                              | ↗246                             | ↘126                             | ↘28                              | ↘22                              | →22                              | ↘11                              |